# Runcinia roonwali
Runcinia roonwali es una especie de araña cangrejo del género Runcinia, familia Thomisidae. Fue descrita científicamente por Tikader en 1965.

## Distribución
Esta especie se encuentra en India.

## Tratamiento taxonómico
La especie aparece registrada y publicada en On some new species of spiders of the family Thomisidae from India. Proceedings of the Indian Academy of Science 61(B): 277–289.